# Sozialistische Demokratie
Sozialistische Demokratie ist ein Terminus des Marxismus-Leninismus, der eine Herrschaftsform bezeichnet, in der die Arbeiterklasse unter Führung ihrer Partei im Bündnis mit den anderen werktätigen Klassen und Schichten die politische Macht ausübt.

## Bedeutung
Die realsozialistischen Staaten bezeichneten ihre Gesellschaft häufig als sozialistische Demokratie. Der Begriff Demokratie wurde damit begründet, dass im Sozialismus die Vertreter der Mehrheit des Volkes, das heißt die Masse der Arbeiterklasse, Bauern und Werktätigen die Macht ausübten (vgl. auch Diktatur des Proletariats), und die Bourgeoisie, bzw. die Kapitalisten und ihre Vertreter die gleichen, und nicht – wie vor dem Systemwechsel zum Sozialismus – mehr Rechte besaßen als die Arbeiterklasse.
Die Arbeiterklasse sollte gemäß der Lehre und dem Anspruch des Marxismus alle staatliche Macht haben, da es nur so zu einer wirklichen Volksherrschaft komme, was ökonomisch unter anderem durch Verstaatlichung aller Produktionsmittel wie Fabriken, Äcker, Wälder, Bodenschätze erreicht werden sollte. Weiterhin hatten sich die Interessen der Bourgeoisie den Interessen dieser Mehrheit des Volkes unterzuordnen, die Ausbeutung von Arbeitern, Bauern und Werktätigen durch die Bourgeoisie sollte abgeschafft werden.
Die sozialistische Demokratie, so wurde von deren Vertretern gesagt, sei im Gegensatz zur „kapitalistischen Demokratie“ die „wahre Demokratie“. Die bürgerliche (pluralistische) Demokratie dagegen sei nur eine „Illusion der bürgerlichen Ideologie“. Gleichzeitig, da im Sozialismus die Mehrheit der Werktätigen über die Minderheit der noch existenten Bourgeoisie herrschte, wurde diese Tatsache in den sozialistischen Ländern mit dem Begriff Diktatur des Proletariats charakterisiert.
Im angestrebten Kommunismus, gedacht als klassenlose Gesellschaft, in der anders als im Sozialismus keine ökonomischen Klassen mehr existieren, würde auch der Begriff der Diktatur des Proletariat seine Gültigkeit verlieren, denn der Sozialismus wurde als nur befristete, unvollkommene Übergangsphase vom Kapitalismus/Faschismus zum Kommunismus definiert.

## Praxis in der Deutschen Demokratischen Republik
Nach Art. 1 der Verfassung von 1968 war die Deutsche Demokratische Republik „ein sozialistischer Staat deutscher Nation. Sie ist die politische Organisation der Werktätigen in Stadt und Land, die gemeinsam unter Führung der Arbeiterklasse und ihrer marxistisch-leninistischen Partei den Sozialismus verwirklichen.“
Ein Beispiel für diesen Führungsanspruch der SED war die Nationale Front, durch deren Wahlvorschläge (Einheitsliste) alle gesellschaftlichen Gruppen Einfluss auf gesellschaftspolitische Prozesse nehmen sollten.
In der Praxis manifestierte sich die sozialistische Demokratie als alleinige Herrschaft der SED, die in alle Lebensbereiche eingriff. Der Bevölkerung kam die Rolle zu, die Entscheidungen der Parteiführung umzusetzen. Der Begriff wurde in der DDR häufig bemüht, um das Regime gegenüber der Bundesrepublik Deutschland zu legitimieren. In den osteuropäischen Ländern sprach man von Volksdemokratie.